# Adaure
Adaure es una parroquia venezolana que se encuentra en la Península de Paraguaná.
El centro de Adaure es el Quipital, uno de los sectores de esta comunidad. Adaure, en lo que refiere a su parte central, dista de Pueblo Nuevo, capital del Municipio Falcón, unos 10 km aproximadamente. Esta localidad se une a Buena Vista por una carretera comunal que la enlaza con la vía principal del municipio, en cuya vía hay acceso a diferentes partes de la Península y otras regiones del estado. La principal actividad económica es el transporte de materiales de construcción. Existen pequeños centros de abastecimiento de víveres. Una porción de los habitantes se desempeñan como obreros o técnicos de la industria petrolera y otros sectores cercanos.
Adaure cuenta aproximadamente con 26 casas antiguas, entre ellas la casa "El Potrero" con 200 años de construida, su dueño reciente fue Salomón Atacho y su hermana Eugenia Atacho. Otras viviendas antiguas son las de José María Revilla (1853-1903) que tiene más de 100 años y la vivienda de María de Santos Guanipa, con 60 años de construida.

## Sectores
Los sectores de Adaure son:
- El Quipital (Adaure Centro).
- Adaure Abajo.
- Adaure Arriba.
- La Mónica.
- La Montañita.
- San Patricio.
- Pele el ojo.
- La Cabrera.
- Barunú arriba.
- El Urupagual.

## Toponimia
Según Juan de la Cruz Estévez el nombre de Adaure se origina de la palabra dará que es un ave que abunda en la región. Otros afirman que era una tribu indígena residente de la zona, por eso aún no se tiene certeza del origen de su nombre. Se dice que la primera habitante de Adaure, propietaria de grandes extensiones de tierra, fue Juana de Campos, junto con Gaspar Revilla.
Se cree que esta señora fundó un hato que llevaba por nombre "Adaure" y de allí la denominación para todo el caserío. No se tiene ubicado el sitio exacto donde existió este hato. De acuerdo a testimonios orales el esposo de Juana de Campos, Gaspar Revilla, era un indígena de Moruy, pero según las investigaciones del historiador Carlos González Batista el marido era de origen francés, mientras que Juana de Campos era una indígena caquetía beneficiada con esas tierras.

### Significado de los nombres de los sectores de Adaure
- El Quipital: su nombre se debe a que allí abundaban árboles de quipito.
- La Montañita: Este sector era conocido como la orilla de la montaña, tiempo después fue fundado un club deportivo y desde entonces la antigua orilla se llama La Montañita.
- San Patricio: En este sector existió un hato llamado San Patricio, con el tiempo desapareció y se formó un caserío alrededor, de allí el nombre San Patricio.
- Pele el ojo: Este nombre se originó debido a que existía una bodega y las recomendaciones que le daban a las personas que la visitaban era que "pelara el ojo".
- La Cabrera: Debe su nombre a un hato que tenía abundancia en cabezas de ganado caprino y ovino, era uno de los corrales más grandes de Adaure.

## Clima
Cálido tropical fresco en casi todos los meses del año a excepción de los meses de julio, agosto y septiembre que son los de mayor temperatura; Semana Santa con fuertes vientos.

## Geografía
En cuanto a sus tipos de suelos, se observan abundantes arcillas y materiales calcáreos. Existen minas de arcilla, caliche y yeso. Suelos aptos para la agricultura.

### Límites
Los límites de Adaure son:
- Norte: San José de Cocodite y Jadacaquiva
- Sur: El balsamar y los llanitos de Moruy.
- Este: Buena Vista.
- Oeste: Barunú de Moruy.

## Fauna
Integran la fauna silvestre burros, ovejos, reptiles como iguanas, serpientes entre otros, caninos en abundancia sin raza definida.

## Actividades económicas
Cría de ganado (caprino, bovino, ovino, porcino, aves de corral).
Los criadores luego de ordeñar el ganado elaboran queso para después repartirlo y venderlo por toda la zona. También se comercia dulce de leche, conservas, chivo en coco y arepas peladas.
Los cultivos son destinados a la producción de maíz para consumo interno (maíz y sorgo) y frutas tales como patilla, melón, semeruco y mamón cuando se presentan constantes lluvias. En los meses de agosto se da miel de abejas africanas y criollas.

## Historia

### Primeras costureras y comadronas
En esta comunidad uno de los trabajos que realizaban era la costura y las primeras trabajadoras de esta área fueron:
- Juana Revilla
- Amalia Ramones
- Isabel Ramones

Las comadronas eran las que atendían a las mujeres cuando daban a luz, ya que en esa época no existía hospital cercano. Ellas fueron:
- Juana Revilla
- Maximina Revilla
- Fidelia Caguao

Adaure fue una comunidad indígena muy belicosa, entre los años 1590-1600 sostuvo fuertes luchas contra el capitán Alonso Arias Bacas por usurpación de sus tierras, y en 1760 también hubo enfrentamientos por la misma causa.
Los indios de Adaure se enfrentaron a los españoles establecidos en Buena Vista. También por 1780 se enemistaron con el Cacique de Moruy a causa de las insinuaciones del cura Bernabé Camacho quien reclamó la obligación de las primicias de la iglesia. Se supone por ese espíritu alzista que decidieron agregarse a Buena Vista en 1802 cuando se produjo la separación de Buena Vista del curato de Moruy.
En un censo realizado en los años 1980 el número de habitantes no era suficiente para que esta comunidad fuera considerada parroquia, hasta el 27 de noviembre de 1993 cuando el número de habitantes creció lo suficiente.

## Personajes de la comunidad
- Luís Manuel: conocido como “El zancudo”.
- Rafael Gómez: “El zorro”.
- Enrique Reyes: "El Chigüire"
- Felipe Revilla: “Felipe La muerte”.
- Víctor Lugo: "pellejo"
- Eugenio Atacho: “Tapara”.
- Salvador Chirinos: “Catire”.

## Instituciones educativas
La escuela funcionó en una de las viviendas tradicionales que pertenecían a Esteban la cual fue alquilada para ese fin, la maestra Revilla residía en la misma vivienda ubicada en el sector La Cabrera. En el año 1958 después de la dictadura de Marcos Pérez Jiménez, por la iniciativa de un grupo de personas residentes de la comunidad se decidió construir un local donde funcionara la escuela. Luego de varios años este local llegó a tener varios dueños, siendo los vendedores ante el Ministerio de Educación los hermanos Gilberto Revilla Ramones y Alfredo Revilla Ramones. De esta venta se dice que fue hace 12 años aproximadamente. Desde hace cerca de 6 años esta escuela fue incluida en un proyecto de remodelación desde entonces y en 1998 se comenzó a efectuar el proyecto de escuela. Estudios revelaron que el local no estaba apto para ser reparado si no demolido. Esta demolición se realizó el 10 de noviembre de 2000, comenzando realmente los trabajos de construcción, de la nueva escuela.
Los dueños del local donde funcionó la escuela fueron:
- Perfecto Valdés
- Ángel Guanipa
- Julián Atacho
- Canuto Bracho
- Diego Eugenio Ramones
- Esteban Revilla Atacho.

### Primeros maestros
Sus primeros maestros fueron:
- Carmen Amaya, 1.er grado
- Luisa Elena González, viuda de Moreno; 2.º grado
- Celia Pachano de Revilla, 3.er grado
- Petra Elina Guanipa, 4.º grado
- Lorenza Guanipa de López, 5.º grado
- Castor Velázquez, 6.º grado

### En la actualidad
- Escuela Básica Adaure: fundada en 1958 ubicada en Adaure centro y cubre los siguientes niveles: Nivel de educación inicial, básico 1.ª y 2.ª etapa, 3.ª etapa y diversificado.
- Escuela Básica "La Montañita": primera escuela fundada en Adaure en el año 1928 aproximadamente, ubicada en el sector La Montañita, que cubre los siguientes niveles: Nivel básico 1.ª y 2.ª etapa; y en el sector San Patricio funciona el nivel inicial.

La primera maestra que llegó al pueblo fue Zoila Lima Sierralta alrededor de 1928. Anteriormente la escuela funcionaba en la casa de Esteban Revilla, la maestra era Celia Pachano de Revilla residente de dicha casa, ubicada en el sector La Cabrera.

## Población
Su población consta de 2800 habitantes (según censo del año 2000):
- 75% son niños y jóvenes.
- Población activa: 90%, de los cuales 25% son profesionales (licenciados en educación, ingenieros, contadores públicos, economistas, abogados, doctores especializados y técnicos).
- Un 35% de oficios clasificados.
- 20% pertenece a estudiantes en preparación.
- 10% se dedica a la agricultura y obra.

La circunscripción de Adaure fue hasta 1993 a la parroquia de Buena Vista, luego es ascendida a parroquia.
Misiones que hacen vida en la parroquia: Robinsón, Rivas, Sucre, Vuelvan caras y Barrio adentro I.

## Deporte
Existían 2 equipos de béisbol que llevaban por nombre:
- Caimaneros, integrado por: Ramón Pite, Nicolás Irausquin, Felipe Amaya y Cilio Irausquín.
- Los rebeldes, integrados por: Epifanio Moreno, José Gómez, Pedro Reyes, Ismael Atacho y Adelis Revilla Bracho.

Los juegos se realizaban en un llano ya que no existió un estadio hasta el año 2007 que comenzó su construcción.

## Cultura
Los compositores y cantantes dentro de la comunidad eran Domingo Santos, Felipe Guanipa, Suplicio Polanco, Pascual Zambrano (1906-1994), Diego Rojas, Natividad Revilla Rojas (1885-1973), Juan Atacho y Catalino Semo. Estos músicos, tenían por costumbre llevar serenatas en Navidad a las personas que llevaran por nombre Jesús, María, José y Reyes.

### Religión
Existen varias iglesias que se dedican a realizar labor social. La iglesia más antigua del pueblo es la Iglesia Evangélica Bethel fundada en 1933 por dos misioneros como lo fue Agustín Valdez y Antonio Mavo y la Iglesia Católica ubicada en Adaure arriba.
Los pueblos en Paraguaná empiezan por su iglesia, pero en esta comunidad fue construida a finales de los años 80. Los actos religiosos se realizaban en el sector La Cabrera donde se dio inicio a la construcción de una iglesia. Se dice que la patrona era la virgen de Lourdes, según Juan de la Cruz Estévez, la patrona de esta comunidad era la virgen de Montserrat y actualmente su patrona es la virgen de la Candelaria.

## Salud
Antes de 1960 Adaure no poseía asistencia médica, y el centro de salud más cercano era el hospital de Pueblo Nuevo. A finales de los años 60 fue cuando se empezó a recibir atención médica en un casa-dispensario propiedad de Ángel Guanipa ubicada en el sector El Quipital, siendo el primer médico Ledislado Meza, residente de Buena Vista, y la primera enfermera Mercedes de Primera, residenciada en Pueblo Nuevo. El actual ambulatorio fue construido en el año 1974 durante el gobierno de Leoncio López. Actualmente se cuenta con un ambulatoro rural tipo 2 donde se presta asistencia médica no solo a los habitantes de la parroquia, sino también a las poblaciones vecinas.

## Servicios públicos
- Energía eléctrica desde 1972
- Un cementerio.
- Un puesto policial.
- Un estadio deportivo con tribuna en construcción.
- Servicio de transporte público con las siguientes rutas:

1. Adaure-Punto Fijo (autobús).
2. Adaure-Buena Vista (taxi, mototaxi o carro por puesto).

- Telefonía pública.
- Restaurantes.
- Ventas de comida rápida.
- Licorerías.
- Abastos grandes y pequeños.
- Un mercal

## Organización política
Las organizaciones comunales de la Parroquia Adaure ejercen sus funciones por sectores:
1. Presidente de Parroquia: Mario Ortúñez Santos.
2. Jefe civil: Yusley de Jordán.
3. Junta administradora de tierras por ser una posesión: Omaro Rodríguez.
4. Junta socio-sanitaria: El médico residente de la zona junto con las enfermeras.